# Seznam psiholoških vsebin
To je seznam vsebin, povezanih s psihologijo, psihiatrijo in sorodnimi temami. Na tem seznamu so mnoge sopomenke, a je to namenoma, da jih bralci najdejo, zato jih, prosimo, ne odstranjujte.

## A
abnormalna psihologija -
abstraktno mišljenje -
abulija -
ACT-R -
Adler, Alfred -
Allport, Gordon -
adolescenca -
afekt -
agresivnost -
alkoholizem -
alternativna psihoterapija -
Alzheimerjeva bolezen -
Ameriško psihološko združenje -
amok -
analitična psihologija -
analno-retentivni značaj -
anksioznost -
anoreksija -
anti-socialno vedenje -
aplikativna psihologija -
arhetip - 
Asch, Solomon -
asertivnost - 
Aspergerjev sindrom -
azijska psihologija -

## B
Bandura, Albert -
Barnumov učinek - 
behavioralna psihologija -
Binet, Alfred -
Binet-Simonova inteligentnostna lestvica -
biološka psihologija -
biopsihologija -
bipolarna motnja -
Bruner, Jerome -
bulimija -

## C
Cattell, Raymond Bernard -

## Č
čustva -
čutne zaznave -
čutni prag -

## D
déjà vu -
delovni spomin
demenca -
depresija -
dinamična kognicija -
diskurz -
diskurzivna psihologija -
dolgotrajni spomin
družben vpliv -
DSM -
duševne motnje -
duševnost -
duševno zdravje -

## E
Ebbinghaus, Hermann -
ego -
egocentrizem -
ekološka psihologija -
eksperimentalna psihologija -
ekstraspekcija -
ekstravertnost -
elektrin kompleks -
epilepsija -
ergonomija -
Erikson, Erik Homburger -
evolucijska psihologija -
Eysenck, Hans -

## F
Festinger, Leon -
fiksacija mišljenja -
fiziološka psihologija -
flegmatik -
Flynnov učinek - 
fobija -
forenzična psihologija -
Freud, Sigmund -
Fromm, Erich -
frustracija -

## G
Gabršek, Franc -
gestalt -
glasbena psihologija -
globinsko psihološka psihoterapija

## H
Hall, Stanley -
halucinacija -
Hebb, Donald Olding -
Herbart, Johann Friedrich -
hevristična psihologija -
hierarhija potreb po Maslowu -
hipnoza -
Horney, Karen -
Hull, Clark Leonard -
humanistična psihologija -

## I
id -
identiteta -
idividuacija -
idividualna psihologija -
iluzija -
industrijska in organizacijska psihologija -
inteligentnost -
inteligenčni kvocient -
interakcija med človekom in računalnikom -
introspekcija -
introvertnost -
inženirska psihologija -
IQ -

## J
James, William -
jezik -
jezikoslovje -
Jung, Carl Gustav -

## K
kajenje -
klinična psihologija -
kognicija -
kognitivna nevroznanost -
kognitivna psihologija -
Köhler, Wolfgang -
Kohlberg, Lawrence -
Kohlbergove stopnje moralnega razvoja -
kolerik -
komparativna psihologija -
kompleks -
komunikacija -
konflikt -
konformnost -
kratkotrajni spomin -
kriminal -
kritično obdobje -
kritična psihologija -
Križan, Josip -

## L
Lampe, Frančišek -
Lewin, Kurt -
libido -
lokus kontrole -
longitudinalni pristop -

## M
manija -
Maslow, Abraham -
McClelland, David -
melanholik -
mentalna starost -
mikrogenetski pristop -
Miller, George A. -
miselna adaptacija -
miselna akomodacija -
miselna asimilacija -
miselni vzorci -
motivacija -
motnja -
možgani -
možganske poškodbe -
Musek, Janek -

## N
narkomanija -
nasilje -
navezanost -
nevro-lingvistično programiranje -
nevron -
nevropsihologija -
nevroza -
nevrotski značaj -
nezavedno -

## O
občutki -
obdobje občutljivosti -
območje bližnjega razvoja -
obrambni mehanizem -
obsesija -
obsesivno-kompulzivna motnja -
odločanje -
Ojdipov kompleks
osebnost -
osebnostna lastnost -
otrokov razvoj -
Ozvald, Karel -

## P
Pajk, Janko -
Pavlov, Ivan Petrovič -
Pečjak, Vid -
pedagoška psihologija -
percepcija -
perinatalna psihologija -
Piaget, Jean -
pogojevanje -
Polič, Marko -
politična psihologija -
popularna psihologija -
porazdeljena kognicija -
pozitivna psihologija -
pozornost -
Požarnik, Hubert -
prenatalna psihologija -
pristop časovnega zamika -
prometna psihologija -
psihiatrija -
psihoanaliza -
psihodinamika -
psihofarmakologija -
psihofizika -
psihofiziologija -
psiholingvistika -
psihologija -
psihologija individualnih razlik -
psihologija osebnosti -
psihologija religije -
psihologija zdravja -
psihološka evaluacija -
Psihološka obzorja -
raziskovalne metode -
psihološko testiranje -
psihometrika -
psihonomika -
psihopatologija -
psihoterapija -
psihoza -
psihozgodovina -
Puer Aeternus -

## R
raven aspiracij -
razpoloženje -
razvojna psihologija -
rehabilitacija -
reinforcement -
reševanje problemov -
Rogers, Carl -
Rorschachov test -
Rostohar, Mihajlo -
Rugelj, Janez -

## S
samoaktualizacija -
samodejavnost -
samopodoba -
samopomoč -
sangvinik -
sanje -
sebstvo -
sekvenčni pristop -
Seligman, Martin -
senzorni spomin -
seznam psihologov -
seznam seksoloških vsebin -
seznam slovenskih psihologov -
shizofrenija -
Simon, Theodore -
Skinner, Burrhus Frederic -
sklepanje -
skupinska dinamika -
socialna kognicija -
socialna psihologija -
socionika -
spolne vloge -
spolnost -
spomin -
stališče -
Sullivan, Harry Stack -
superego -
svetovalna psihologija -

## Š
Šebek, Levin -
šolska psihologija -
študija primera -

## T
temperament -
teoretska psihologija -
Thorndike, Edward -
toaletni trening -
Toličič, Ivan -
transpersonalna psihologija -
transverzalni pristop -
Trstenjak, Anton -

## U
učenje -
Ule, Mirjana -
umeščena kognicija -
umetna inteligenca -
usvajanje jezika -
Ušeničnik, Aleš -
utelešena kognicija -

## V
Veber, France -
vedenjska eksperimentalna analiza -
vedenjska genetika -
vedenjska psihologija -
vera -
vid -
Vigotski, Lev -

## W
Watson, John Broadus -
Wundt, Wilhelm -

## Z
zanikanje -
zasvojenost -
zavest -
zaznava -
zaznavanje -
zaznavanje in prepoznavanje obrazov -
zdravstvena psihologija -
Zimbardo, Philip -
značaj -

## Ž
živčni sistem -